# Bucheon
Bucheon is een stad in de Zuid-Koreaanse provincie Gyeonggi. Bij de volkstelling van 2020 had de stad 833.148 inwoners. Bucheon ligt tussen de grote havenstad Incheon en de hoofdstad Seoel en is onderdeel van de agglomeratie Seoel. Bucheon is een UNESCO City of Literature.

## Stedenband
- Bakersfield (Verenigde Staten), sinds 2006[2]

## Geboren
- Won Ji-an (1999), actrice

Steden:
Ansan · Anseong · Anyang · Bucheon · Dongducheon · Gimpo · Goyang · Gunpo · Guri · Gwacheon · Gwangju · Gwangmyeong · Hanam · Hwaseong · Icheon · Namyangju · Osan · Paju · Pocheon · Pyeongtaek · Seongnam · Siheung · Suwon (hoofdstad) · Uijeongbu · Uiwang · Yangju · Yeoju · Yongin
Districten:
Gapyeong · Yangpyeong · Yeoncheon